# Liste der Bodendenkmäler in Affing
Auf dieser Seite sind die Bodendenkmäler in der schwäbischen Gemeinde Affing zusammengestellt. Diese Tabelle ist eine Teilliste der Liste der Bodendenkmäler in Bayern. Grundlage ist die Bayerische Denkmalliste, die auf Basis des Bayerischen Denkmalschutzgesetzes vom 1. Oktober 1973 erstmals erstellt wurde und seither durch das Bayerische Landesamt für Denkmalpflege geführt wird. Die folgenden Angaben ersetzen nicht die rechtsverbindliche Auskunft der Denkmalschutzbehörde.

## Bodendenkmäler der Gemeinde Affing

### Bodendenkmäler im Ortsteil Affing
| Lage                            | Objekt                                                                                                   | Akten-Nr.     | Bild           |
| ------------------------------- | --- | ------------- | -------------- |
| Affing (Standort)               | Grabhügel vorgeschichtlicher Zeitstellung.                                                               | D-7-7531-0040 |                |
| Affing Schloßplatz 3 (Standort) | St. Peter und Paul: Mittelalterliche und frühneuzeitliche Funde im Bereich der Katholischen Pfarrkirche. | D-7-7531-0194 | weitere Bilder |
| Affing Schloßplatz 8 (Standort) | St. Michael in Affing Frühneuzeitliche Befunde im Bereich der Katholischen Kapelle St. Michael in Affing | D-7-7531-0195 | weitere Bilder |
| Affing (Standort)               | Schloss Affing Mittelalterlicher Burgstall, frühneuzeitliches Wasserschloss.                             | D-7-7531-0196 | weitere Bilder |
| Affing (Standort)               | Mittelalterlicher und frühneuzeitlicher Herrschaftssitz Iglbach.                                         | D-7-7531-0209 |                |
| Affing (Standort)               | Siedlung der römischen Kaiserzeit.                                                                       | D-7-7531-0219 |                |
| Affing (Standort)               | Siedlung der Latènezeit sowie des frühen und hohen Mittelalters, Bergbau mittelalterlicher Zeitstellung. | D-7-7532-0074 |                |
| Affing (Standort)               | Siedlung vorgeschichtlicher Zeitstellung und der Latènezeit.                                             | D-7-7532-0205 |                |

### Bodendenkmäler im Ortsteil Anwalting
| Lage                             | Objekt | Akten-Nr.     | Bild           |
| -------------------------------- | --- | ------------- | -------------- |
| Anwalting (Standort)             | Grabhügel vorgeschichtlicher Zeitstellung.                                                                                                | D-7-7531-0014 |                |
| Anwalting (Standort)             | Grabhügel der Bronzezeit. | D-7-7531-0016 |                |
| Anwalting (Standort)             | Verhüttungsplatz vor- und frühgeschichtlicher Zeitstellung.                                                                               | D-7-7531-0044 |                |
| Anwalting (Standort)             | Grabhügel der Hallstattzeit. | D-7-7531-0048 |                |
| Anwalting (Standort)             | Grabhügel der Hallstattzeit. | D-7-7531-0049 |                |
| Anwalting (Standort)             | Siedlung der Bronzezeit, Urnenfelderzeit und jüngeren Latènezeit sowie der römischen Kaiserzeit, Reihengräber des Frühmittelalters        | D-7-7531-0079 |                |
| Anwalting (Standort)             | Siedlung vorgeschichtlicher Zeitstellung, Siedlung und Brandgräber der römischen Kaiserzeit.                                              | D-7-7531-0156 |                |
| Anwalting (Standort)             | Siedlung der jüngeren Latènezeit. | D-7-7531-0198 |                |
| Anwalting (Standort)             | Siedlung der römischen Kaiserzeit. | D-7-7531-0234 |                |
| Anwalting (Standort)             | Siedlung der römischen Kaiserzeit. | D-7-7531-0236 |                |
| Anwalting (Standort)             | Straßentrasse vor- und frühgeschichtlicher oder mittelalterlicher Zeitstellung.                                                           | D-7-7531-0253 |                |
| Anwalting Am Salzberg (Standort) | Filialkirche St. Andreas Mittelalterliche und frühneuzeitliche Befunde im Bereich der Katholischen Filialkirche St. Andreas in Anwalting. | D-7-7531-0284 | weitere Bilder |
| Anwalting (Standort)             | Gräber der Bronzezeit und Urnenfelderzeit.                                                                                                | D-7-7531-0293 |                |
| Anwalting (Standort)             | Siedlung vorgeschichtlicher Zeitstellung.                                                                                                 | D-7-7531-0295 |                |
| Anwalting (Standort)             | Siedlung der römischen Kaiserzeit. | D-7-7531-0299 |                |

### Bodendenkmäler im Ortsteil Aulzhausen
| Lage                                    | Objekt | Akten-Nr.     | Bild           |
| --------------------------------------- | --- | ------------- | -------------- |
| Aulzhausen Laurentiusplatz 3 (Standort) | Pfarrkirche St. Laurentius und Elisabeth Mittelalterliche und frühneuzeitliche Befunde im Bereich der Katholischen Pfarrkirche St. Laurentius und Elisabeth in Aulzhausen. | D-7-7531-0203 | weitere Bilder |
| Aulzhausen (Standort)                   | Siedlung der Bronzezeit und Urnenfelderzeit. | D-7-7531-0267 |                |

### Bodendenkmäler im Ortsteil Derching
| Lage                | Objekt                                                                                   | Akten-Nr.     | Bild |
| ------------------- | ---------------------------------------------------------------------------------------- | ------------- | ---- |
| Derching (Standort) | Siedlung der römischen Kaiserzeit.                                                       | D-7-7531-0025 |      |
| Derching (Standort) | Grabenwerk vor- und frühgeschichtlicher Zeitstellung, Siedlung der römischen Kaiserzeit. | D-7-7531-0169 |      |

### Bodendenkmäler im Ortsteil Gebenhofen
| Lage                                          | Objekt | Akten-Nr.     | Bild           |
| --------------------------------------------- | --- | ------------- | -------------- |
| Gebenhofen (Standort)                         | Grabhügel vorgeschichtlicher Zeitstellung.                                                                                                 | D-7-7531-0017 |                |
| Gebenhofen (Standort)                         | Siedlung der Bronzezeit und des Mittelalters.                                                                                              | D-7-7531-0039 |                |
| Gebenhofen (Standort)                         | Körpergräber des Frühmittelalters. | D-7-7531-0042 |                |
| Gebenhofen Pfarrer-Wiedemann-Weg 1 (Standort) | Pfarrkirche Maria Geburt Mittelalterliche und frühneuzeitliche Befunde im Bereich der katholischen Pfarrkirche Maria Geburt in Gebenhofen. | D-7-7531-0200 | weitere Bilder |
| Gebenhofen (Standort)                         | Siedlung vorgeschichtlicher Zeitstellung.                                                                                                  | D-7-7531-0268 |                |
| Gebenhofen (Standort)                         | Siedlung vorgeschichtlicher Zeitstellung.                                                                                                  | D-7-7531-0287 |                |
| Gebenhofen (Standort)                         | Siedlung des Neolithikums und der Bronzezeit.                                                                                              | D-7-7531-0289 |                |

### Bodendenkmäler im Ortsteil Haunswies
| Lage                            | Objekt | Akten-Nr.     | Bild           |
| ------------------------------- | --- | ------------- | -------------- |
| Haunswies (Standort)            | Burgstall Haunswies Mittelalterlicher Turmhügel. | D-7-7532-0023 | weitere Bilder |
| Haunswies Pfarrweg 3 (Standort) | Pfarrkirche St. Jakobus der Ältere Mittelalterliche und frühneuzeitliche Befunde im Bereich der Katholischen Pfarrkirche St. Jacobus d. Ä in Haunswies. | D-7-7532-0125 | weitere Bilder |
| Haunswies (Standort)            | Wallfahrtskirche St. Jodok Frühneuzeitliche Befunde im Bereich der Wallfahrtskirche St. Jodok und der ehemaligen zugehörigen Klause.                    | D-7-7532-0126 | weitere Bilder |
| Haunswies (Standort)            | Frühneuzeitlicher Vogelherd. | D-7-7532-0206 |                |

### Bodendenkmäler im Ortsteil Mühlhausen
| Lage                             | Objekt | Akten-Nr.     | Bild           |
| -------------------------------- | --- | ------------- | -------------- |
| Mühlhausen (Standort)            | Grabhügel vorgeschichtlicher Zeitstellung. | D-7-7531-0020 |                |
| Mühlhausen (Standort)            | Straßentrasse vor- und frühgeschichtlicher oder mittelalterlicher Zeitstellung. | D-7-7531-0021 |                |
| Mühlhausen (Standort)            | Burgstall Miedering Mittelalterlicher Burgstall. | D-7-7531-0030 | weitere Bilder |
| Mühlhausen (Standort)            | Burgstall Mühlhausen Burgstall des Mittelalters. | D-7-7531-0051 | weitere Bilder |
| Mühlhausen (Standort)            | Freilandstation des Mesolithikums, Siedlung des Jungneolithikums, der Bronzezeit und Latènezeit sowie des Mittelalters.                                                                            | D-7-7531-0052 |                |
| Mühlhausen (Standort)            | Mittelalterlicher Kalkofen. | D-7-7531-0053 |                |
| Mühlhausen (Standort)            | Siedlung des Neolithikums. | D-7-7531-0054 |                |
| Mühlhausen (Standort)            | Siedlung vorgeschichtlicher Zeitstellung und der Bronzezeit. | D-7-7531-0138 |                |
| Mühlhausen (Standort)            | Körpergräber des Frühmittelalters. | D-7-7531-0154 |                |
| Mühlhausen (Standort)            | Siedlung vorgeschichtlicher Zeitstellung und der römischen Kaiserzeit. | D-7-7531-0166 |                |
| Mühlhausen Kirchweg 4 (Standort) | Pfarrkirche St. Johannes Baptist und Maria Magdalena Mittelalterliche und frühneuzeitliche Befunde im Bereich der Katholischen Pfarrkirche St. Johannes Baptist und Maria Magdalena in Mühlhausen. | D-7-7531-0206 | weitere Bilder |
| Mühlhausen (Standort)            | Siedlung der Bronzezeit und der römischen Kaiserzeit, Gräber der Bronzezeit und Urnenfelderzeit und des Frühmittelalters.                                                                          | D-7-7531-0257 |                |
| Mühlhausen (Standort)            | Siedlung der römischen Kaiserzeit. | D-7-7531-0291 |                |
| Mühlhausen (Standort)            | Teilstück einer Straße der römischen Kaiserzeit oder des Mittelalters. | D-7-7531-0292 |                |
| Mühlhausen (Standort)            | Siedlung oder Gräber der römischen Kaiserzeit. | D-7-7531-0300 |                |